# Alatotrochus japonicus
Alatotrochus japonicus is een rifkoralensoort uit de familie van de Turbinoliidae. De wetenschappelijke naam van de soort is voor het eerst geldig gepubliceerd in 2011 door Tachikawa.